# Togos riksvapen
I Togos riksvapen uttrycker lejonen folkets tapperhet och bågen och pilen är symboler för republiken Togos försvarsvilja. I mitten ser man bokstäverna "RT" som står för République togolaise, "Togolesiska republiken".